# 이루
이루(Eru, 본명: 조성현, 미국 이름: Andrew Cho, 1983년 7월 5일 ~ )는 대한민국의 가수, 배우이다.

## 생애
1983년에 뉴욕에서 태어났고, 2002년 미국 언더그라운드 라이브 클럽에서 록 음악 가수 첫 데뷔하였다. 2003년 프로젝트 R&B 보컬 음악 그룹 "큐 웨스트"의 구성원으로 참여하였고 이후 2005년에 1집 《Begin To Breath》으로 정식 데뷔했다.
2003년에는 보스턴에 있는 명문 버클리 음악 대학에 입학하였으나 자퇴하였다. 이후 데뷔하기 직전(2002년 12월)에 미국 시민권을 포기하고 대한민국 국적으로 변경한 관계로, 병역의무가 부과되어 2008년 5월 1일에 육군훈련소에 입소하여 이때부터 2010년 5월 28일까지 종로구청에서 사회복무요원으로 복무하였다. 가수 태진아의 아들로 미국 보스턴의 백베이에 있는 버클리 음대 1학년에 재학 중 R&B 그룹 Q-West를 결성하고 가수로 나섰다가 정식 가수가 되었다. 이루는 어려서부터 태진아의 영향으로 자연스럽게 음악에 관심을 갖게 됐고, 음악 학원 등에 다니며 기초를 다졌다. 작사가로서는 본명으로, 작곡가로서는 별칭인 Famous Bro로 활동하고 있다.
2017년에는 TV 드라마 '당신은 너무합니다'에서 처음으로 연기에 도전한다.

## 학력
- 버클리 음악 대학 성악과 (중퇴)
- 단국대학교 예술조형대학 뮤지컬학과 (졸업)

## 가수 활동
- 2015년: "유난히 아픈 봄", "가로수 길"
- 2014년: "유혹"
- 2013년: "비밀(secret)"
- 2012년: "아프지마(feat 현아 of 4minute", "미워요(feat 용준형 of 비스트)"
- 2011년: "촌스럽고 유치하게"
- 2010년: "하얀 눈물"
- 2009년: "사랑을 믿어요"
- 2008년: "마지막 콘서트" / "마네킹"
- 2007년: "둘이라서" / "겨울나기"
- 2006년: "까만안경" / "흰눈"
- 2005년: "다시 태어나도" / "미안해"

### OST
- 2006년 《포도밭 그 사나이 OST》 - Good Lady
- 2007년 《경성스캔들 OST》 - 경성 스캔들
- 2007년 《조강지처 클럽 OST》- 눈물이 멈추지 않는다, 내가 지켜줄거야, 사랑해요 내내
- 2009년 《솔약국집 아들들 OST》 - 사랑 멜로디, 사랑했나요, 솔로예찬, 가슴앓이, 사랑을 믿어요, 그녀가 울어요
- 2011년 《사랑을 믿어요 OST》 - 사랑을 믿어요 (Feat. 배다해)
- 2011년 《내사랑 내곁에 OST》 - 하나뿐이야
- 2011년 《폼나게 살거야 OST》 - 지우란 말
- 2012년 《아들 녀석들 OST》 - 한 사람
- 2013년 《비밀 OST》 - 비밀
- 2014년 《유혹 OST》 - 유혹
- 2015년 《부탁해요, 엄마 OST》 - 어느 별이 온 걸까
- 2016년 《불어라 미풍아 OST》 - 못
- 2017년 《당신은 너무합니다 OST》 - 슬픈 사랑
- 2020년 《바람과 구름과 비 OST》 - 바람과 구름과 비
- 2021년 《밥이 되어라 OST》 - 한사람

## 그 외 활동

### CF
- 2014년~2016년: 롯데면세점
- 2015년: 지지보이스(ZiZi Voice)의 대표 모델 발탁

### 방송
- 2013년 MBC 《2013 코이카의 꿈》

### 드라마
| 연도 | 방송사    | 제목                | 역할   | 비고     |
| ---- | --------- | ------------------- | ------ | -------- |
| 2017 | MBC       | 당신은 너무합니다   | 박현성 |          |
| 2019 | KBS2      | 단, 하나의 사랑     | 고성민 |          |
| 2020 | TV조선    | 바람과 구름과 비    | 이하전 |          |
| 2020 | KBS2      | 비밀의 남자         | 최준석 | 특별출연 |
| 2021 | MBC       | 밥이 되어라         | 최성찬 |          |
| 2021 | KBS2      | 멀리서 보면 푸른 봄 | 박시재 |          |
| 2021 | KBS2      | 신사와 아가씨       | 고정우 |          |
| 2022 | iHQ DRAMA | 스폰서              | 마이클 |          |

### 영화
- 2012 《안녕 굿바이》 (특별출연)

### 예능
- 2019년 MBC 《미스터리 음악쇼 복면가왕》- 선서! 나의 명예를 걸고 가왕이 될 것을 굳게 다짐합니다! 스카우트 (참가자)

## 수상 경력
- 2015년: 인도네시아 대사관 감사패 수상
- 2014년: 제 4회 대한민국 한류대상 수상
- 2013년: 대중문화 예술상 수상
- 2013년: 인도네시아 정부 훈장 표창
- 2008년: 제17회 서울가요대상 본상 수상
- 2007년: 제7회 싸이월드 디지털 뮤직 어워드 Song Of The Month
- 2006년: SBS 가요대전 본상/제21회 골든디스크상 디지털부문 인기상/제16회 서울가요대상 디지털 음원상/제4회 싸이월드 디지털 뮤직 어워드 Song Of The Month
- 2005년: 아시아 송 페스티벌 신인상/제20회 골든디스크상 신인상